# Love Generation (serie televisiva)
Love Generation (ラブジェネレーション - Rabu Jenerēshon) è una serie televisiva giapponese andata in onda nel 1997. È un dorama stagionale autunnale in 11 puntate di Fuji TV. 

## Trama
Teppei e Riko iniziano il loro rapporto come litigiosi colleghi di lavoro prima d'innamorarsi reciprocamente. Teppei è un designer di talento molto popolare ed ammirato dalle donne: purtroppo per lui però si ritrova ad avere anche un carattere alquanto difficile e scontroso. A causa del suo comportamento egocentrico viene pertanto trasferito al reparto vendite. 
Si trova così costretto ad adattarsi ad un nuovo ambiente di lavoro e per creare un'immagine di sé più ordinata, professionale ed affidabile, si dovrà pure tagliare i suoi preziosi riccioli di cui era sempre andato tanto fiero. A questo punto incontra Riko.
In un primo momento la ragazza proprio non gli piace, ma poi finisce per innamorarsene. Tuttavia Teppei s'imbatterà anche nella sua ex fidanzata del liceo Sanae, e scopre c'è ora impegnata con suo fratello Soichiro; fortunatamente per lui nei pressi si trova Riko che non esita a consolarlo e stargli vicino, e ciò alla fine contribuisce al fiorire di un sentimento d'amore. 
Non molto tempo dopo, Sanae si rende conto di provare ancora qualcosa di serio nei confronti di Teppei, e viene così a creare una sorta di triangolo amoroso: per rendere tutta la situazione ancora più complicata, Soichiro comincia ad avere una relazione anche con una sua vecchia fiamma.

## Personaggi e interpreti
- Teppei Katagiri, interpretato da Takuya Kimura.
È un designer pubblicitario di talento e playboy con un atteggiamento egocentrico che disprezza la mediocrità.
- Riko Uesugi, interpretato da Takako Matsu.
È una segretaria che lavora nello stesso reparto di Teppei.
- Erika Takagi, interpretato da Norika Fujiwara.
È un'assistente di volo e miglior amica di Riko.
- Soichiro Katagiri, interpretato da Masaaki Uchino.
È un procuratore, fratello di Teppei.
- Sanae Mizuzuhara, interpretata da Risa Junna.
È una traduttrice dal cinese
- Yoshimoto.
È un amico di liceo di Teppei.

## Episodi
| Stagione       | Episodi | Prima TV Giappone |
| -------------- | ------- | ----------------- |
| Prima stagione | 11      | 1997              |